# Цедлер, Иоганн-Генрих
Иоганн-Генрих Цедлер (нем. Johann Heinrich Zedler; 7 января 1706, Бреслау — 21 марта 1751, Лейпциг) — немецкий книгопродавец, издатель, предприниматель.

## Биография
Сын сапожника. Не имея среднего образования, начал учиться книготорговле в Breslauer Buchhändler Brachvogel. Нашёл работу в Гамбурге у известного книгопродавца и издателя Теодора Кристофа Фельгинера (1686—1726).
В 1726 году отправился во Фрайберг в Саксонии, где в сентябре женился на Кристиане Доротее Рихтер, на одиннадцать лет старше его, сестре успешного издателя Давида Рихтера, происходившей из старинной семьи торговцев и советников. Он открыл там небольшой книжный магазин. Уже в 1727 году переехал в процветающий выставочный город Лейпциг, известный проводимой там Лейпцигской ярмаркой и сопутствующей ей книжной ярмаркой.
Возможно, обеспеченный финансовыми ресурсами благодаря браку, Цедлер также основал там книжный магазин с издательством. Обладая богатой идеями и смелой предпринимательской жилке, обратил внимание на «издание больших сочинений».
Основал своё первое крупное предприятие: 22-листное издание «Лейпцигское издание Лютера» на немецком языке (1729—1734). В 1731—1754 годах Йохан Цедлер в Лейпциге издал «Большой универсальный лексикон» (Großes Universal-Lexicon) в 68 томах. Это была самая большая энциклопедия XVIII века. В ней было 284 000 ключевых слов. К сравнению: во французской «Энциклопедии» их было 70 000. Но, во-первых, она стала более знаменитой, и уже среди современников, потому что её писали знаменитейшие люди своего времени, и это было всем известно, в то время как над немецким лексиконом работало множество никому не известных авторов. Во-вторых: её статьи были более спорными, полемичными, открытыми духу времени, частично революционными; их вычёркивала цензура, были гонения. В-третьих: в то время международным научным языком был уже французский, а не немецкий.
Приобрел известность, благодаря изданному им словарю «Grosse vollständige Universal-Lexikon alter Wissenschaften und Künste» (64 т. и 4 т. дополнений, Лпц., 1732—54), который и теперь ещё пригоден для некоторых справок.
Финансировался саксонским правительством и получил звание торгового советника.
Обстоятельства финансового краха Зедлера в значительной степени неизвестны. В отчете Лейпцигского городского совета правительству земли в Дрездене от 10 октября 1738 г., воспроизведенном в отрывках Альбрехтом Кирхгофом в 1892 г.. Когда именно произошла неплатежеспособность Зедлера, пока окончательно не выяснено. Юнтке писал в статье, опубликованной в 1956 году, что спор о привилегиях весной 1735 года разорил Зедлера в финансовом отношении.